# Fjättmunnasjön
Fjättmunnasjön är en sjö i Boxholms kommun och Ödeshögs kommun i Östergötland och ingår i Motala ströms huvudavrinningsområde. Sjön har en area på 0,138 kvadratkilometer och ligger 135,1 meter över havet. Sjön avvattnas av vattendraget Lillån.

## Delavrinningsområde
Fjättmunnasjön ingår i det delavrinningsområde (645628-144512) som SMHI kallar för Utloppet av Fjättmunnasjön. Medelhöjden är 157 meter över havet och ytan är 5,19 kvadratkilometer. Räknas de 5 avrinningsområdena uppströms in blir den ackumulerade arean 95,64 kvadratkilometer. Lillån som avvattnar avrinningsområdet har biflödesordning 3, vilket innebär att vattnet flödar genom totalt 3 vattendrag innan det når havet efter 148 kilometer. Avrinningsområdet består mestadels av skog (81 procent). Avrinningsområdet har 0,13 kvadratkilometer vattenytor vilket ger det en sjöprocent på 2,6 procent.